# 24455 Kaňuchová
24455 Kaňuchová è un asteroide della fascia principale. Scoperto nel 2000, presenta un'orbita caratterizzata da un semiasse maggiore pari a 3,0519545 UA e da un'eccentricità di 0,0533165, inclinata di 11,72857° rispetto all'eclittica.